# Phonk brasileño
No confundir con Funk Carioca
El phonk brasileño es un subgénero inspirado en el estilo de hip hop underground llamado phonk, más en el Drift phonk, que se originó en Estados Unidos en la década de 1990. El género combina elementos del funk carioca, la música electrónica y el trap, creando un sonido distinto y agresivo, con letras que abordan temas como la violencia, las drogas, el sexo y la ostentación. El término "Brazilian phonk" fue popularizado por el productor noruego William Rød, más conocido como Slowboy. El término "Brazilian phonk" se ha debatido mucho en las redes sociales, debido a que no se sabe si este debe ser catalogado como una variante o subgénero del Phonk. 

## Problemas y confusión
El Brazilian phonk empezó a ser confundido ya desde su creación con el funk carioca debido a su similitud, pero la creación de un nuevo estilo musical popular, el Meme Funk, creó todavía más líos ya que los artistas del funk meme nombraban a sus canciones "phonk", dando a entender que son supuestos Brazilian phonk. Además, al estar en constante evolución, sus canciones son bastante más distantes frente al phonk original.

## Canciones más importantes
También está discutido el tema de qué canciones son funk carioca, meme funk o Brazilian phonk, por lo que sólo unas pocas canciones está 100% certificadas de que son Brazilian phonk.